# 5 nowych izraelskich szekli wzór 2009
5 nowych izraelskich szekli wzór 2009 – moneta o nominale pięciu nowych szekli wprowadzona do obiegu w 2009 roku, będąca monetą obiegową Państwa Izrael.

## Awers
Awers monety przedstawia głowicę protojońskiej kolumny z okresu X–VII w. p.n.e. Podobne głowice odnajdywano w Mieście Dawida w Jerozolimie, Ramat Rachel czy Megiddo. Wizerunek głowicy występował także na pieczęciach żydowskich z epoki żelaza. Nad głowicą znajduje się herb Izraela. Otok monety ma kształt dwunastokąta foremnego, wytyczonego przez wybity sznur pereł.

## Rewers
Na rewersie znajduje się nominał monety, nazwa waluty w językach hebrajskim, arabskim i angielskim, rok wybicia wg kalendarza żydowskiego oraz nazwa państwa w językach angielskim, hebrajskim i arabskim. Otok monety ma kształt dwunastokąta foremnego, wytyczonego przez wybity sznur pereł. Nowy wzór wyróżnia się tym, iż pod literą alif w arabskiej nazwie Izraela dodano znak hamzy (wizerunek).

## Nakład
Moneta wybijana była w mennicy Korei Południowej KOMSCO. W przypadku kolejnych lat nie ma danych dotyczących ilości wybitych monet i mennic. Monety są wykonane z miedzioniklowych krążków o średnicy 24 mm i masy 8,2 g.
Mennice: KOMSCO – Korea Południowa.
| Rok emisji | Rok emisji   | Stop          | Średnica (mm) | Masa (g) | Stempel | Mennica | Nakład    | Nr Krause | Wizerunek      |
| ---------- | ------------ | ------------- | ------------- | -------- | ------- | ------- | --------- | --------- | -------------- |
| 2009       | 5769 – תשס״ט | miedzionikiel | 24            | 8,2      | zwykły  | KOMSCO  | 2 811 000 | KM# 207A  | Awers i rewers |
| 2011       | 5771 – תשע״א | miedzionikiel | 24            | 8,2      | zwykły  | KOMSCO  | 7 381 000 | KM# 207A  | Awers i rewers |
| 2012       | 5772 – תשע״ב | miedzionikiel | 24            | 8,2      | zwykły  | KOMSCO  | 3 500 000 | KM# 207A  | Awers i rewers |
| 2013       | 5773 – תשע״ג | miedzionikiel | 24            | 8,2      | zwykły  | b.d.    | b.d.      | KM# 207A  | Awers i rewers |
| 2014       | 5774 – תשע״ד | miedzionikiel | 24            | 8,2      | zwykły  | b.d.    | b.d.      | KM# 207A  | Awers i rewers |
| 2015       | 5775 – תשע״ה | miedzionikiel | 24            | 8,2      | zwykły  | b.d.    | b.d.      | KM# 207A  | Awers i rewers |
| 2016       | 5776 – תשע״ו | miedzionikiel | 24            | 8,2      | zwykły  | b.d.    | b.d.      | KM# 207A  | Awers i rewers |
| 2017       | 5777 – תשע״ז | miedzionikiel | 24            | 8,2      | zwykły  | b.d.    | b.d.      | KM# 207A  | Awers i rewers |

## Emisje okolicznościowe

### Chanuka
W latach 1990–2010 pięcioszeklówki były wybijane w serii obiegowych monet okolicznościowych z okazji Chanuki. Monety były wybijane stemplem zwykłym. Miały one znak mennicy – gwiazdę Dawida. Awersy nie różniły się wyglądem od awersów monet obiegowych tego okresu. Na legendzie rewersu, pod nominałem i nazwą waluty znalazła się mała chanukija, po jej lewej stronie napis w języku angielskim „HANUKKA”, a po prawej nazwa święta po hebrajsku „חנוכה”.
Mennica: Drukarnia Rządowa – Jerozolima; Królewska Mennica Holenderska – Utrecht.
| Nominał | Rok emisji | Stop          | Średnica (mm) | Masa (g) | Stempel | Znak mennicy | Mennica                       | Nr Krause | Wizerunek      |
| ------- | ---------- | ------------- | ------------- | -------- | ------- | ------------ | ----------------------------- | --------- | -------------- |
| 5 ILS   | 1990–1992  | miedzionikiel | 24            | 8,2      | zwykły  | brak         | Drukarnia Rządowa             | KM# 217   | Awers i rewers |
| 5 ILS   | 1993–2007  | miedzionikiel | 24            | 8,2      | zwykły  | ✡            | Królewska Mennica Holenderska | KM# 217A  | Awers i rewers |
| 5 ILS   | 2008–2010  | miedzionikiel | 24            | 8,2      | zwykły  | ✡            | Królewska Mennica Holenderska | KM# 217B  | Awers i rewers |

### COVID-19

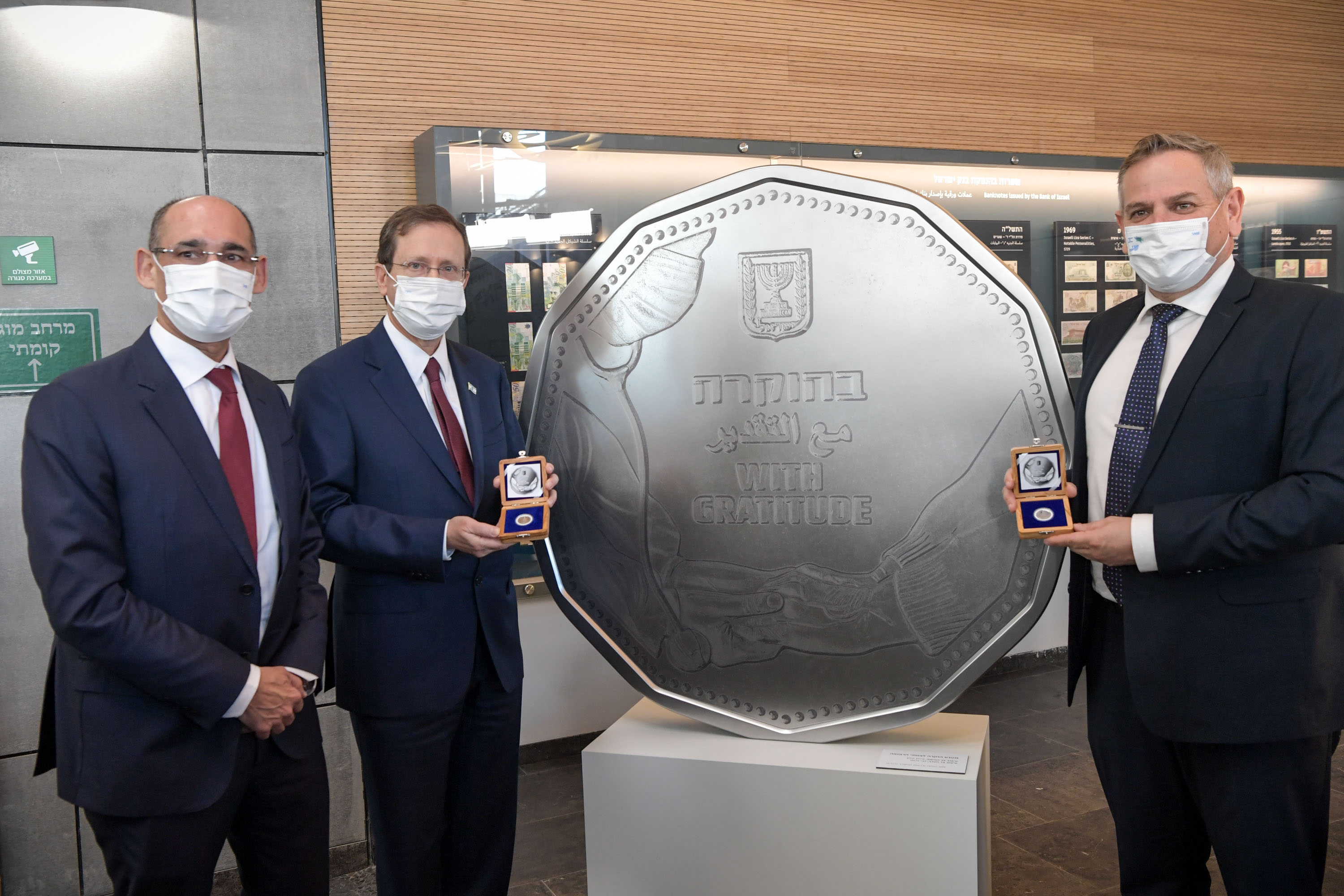
Prezydent Izraela Jicchak Herzog z awersem monety.

2 lipca 2021 roku Bank Izraela ogłosił, że izraelski rząd zaakceptował emisję monety pięcioszeklowej, która miałaby upamiętniać wysiłki izraelskiej służby zdrowia w walce z pandemią COVID-19 w Izraelu. Na jej awersie znajdowałby się napis „z podziękowaniami” w językach angielskim, arabskim i hebrajskim, stetoskop i dłonie przedstawiciela służby zdrowia, które ściskają dłonie pacjenta. Rewers pozostałby niezmieniony.